# エイミー・アーヴィング
エイミー・アーヴィング（Amy Irving, 本名：Amy Davis Irving, 1953年9月10日 - ）は、アメリカ合衆国の女優。

## 経歴
カリフォルニア州パロアルト出身。映画や舞台の演出家をつとめるジュールズ・アーヴィング（本来の姓名はジュールズ・イズラエル Jules Israel）と、女優プリシラ・ポインターの間に生まれた。父方はユダヤ系、母方はウェールズ系およびチェロキーの血筋を引いている。兄のデイヴィッドは脚本家・監督、姉のケイティは歌手についている。また、アーヴィングはクリスチャン・サイエンスの信仰者。
10代の頃からいくつかの劇団に所属しており、サンフランシスコのアメリカン・コンサーバトリー・シアターの舞台にも立っている。のちにロンドンのLAMDA（London Academy of Music and Dramatic Art）で演技を学び、17歳の時にオフ・ブロードウェイの初舞台を踏んだ。劇場公開映画においては『フューリー』、『キャリー』などの作品で知られるほか、『愛のイエントル』でアカデミー賞とラジー賞のダブルノミネート、『デランシー・ストリート/恋人たちの街角』でゴールデングローブ賞のノミネートを受けた。なおアカデミー賞とラジー賞、同時に同一部門のノミネートを受けたのは史上2人しかおらず、アーヴィングともう1人は『泣かないで』のジェームズ・ココだけである。
私生活では1985年にスティーヴン・スピルバーグと結婚。しばらく夫婦関係にあったが1989年に離婚。その際、和解金として1億ドルを受け取った。1990年に仕事を共にしたブルーノ・バレットと1996年に結婚、2005年に離婚した。現在はスピルバーグとのあいだ、バレットとのあいだにもうけた子供がそれぞれ1人ずついる2児の母。

## 主な作品
- キャリー - Carrie （1976年）
- フューリー - The Fury （1978年）
- 忍冬の花のように - Honeysuckle Rose （1980年）
- コンペティション - The Competition （1980年）
- 愛のイエントル - Yentl （1983年）
- アナスタシア/光・ゆらめいて - Anastasia: The Mystery of Anna （1986年）
- Rumpelstiltskin (1987)
- デランシー・ストリート/恋人たちの街角 - Crossing Delancey （1988年）
- テロリストを撃て! - A Show of Force （1989年）
- アメリカ物語2/ファイベル西へ行く - An American Tail: Fievel Goes West （1991年、声の出演）
- 地球は女で回ってる - Deconstructing Harry （1997年）
- キャリー2 - Carrie2 （2000年）
- トラフィック - Traffic （2000年）
- エイリアス - Alias （2001年）
- エバーラスティング 時をさまようタックTuck Everlasting(2002)
- ハイド・アンド・シーク 暗闇のかくれんぼ - Hide and Seek （2005年）
- 恋する宇宙 Adam （2009年）
- 星の消えた空に A Mouthful of Air (2021年)